# Fabricio Mattos

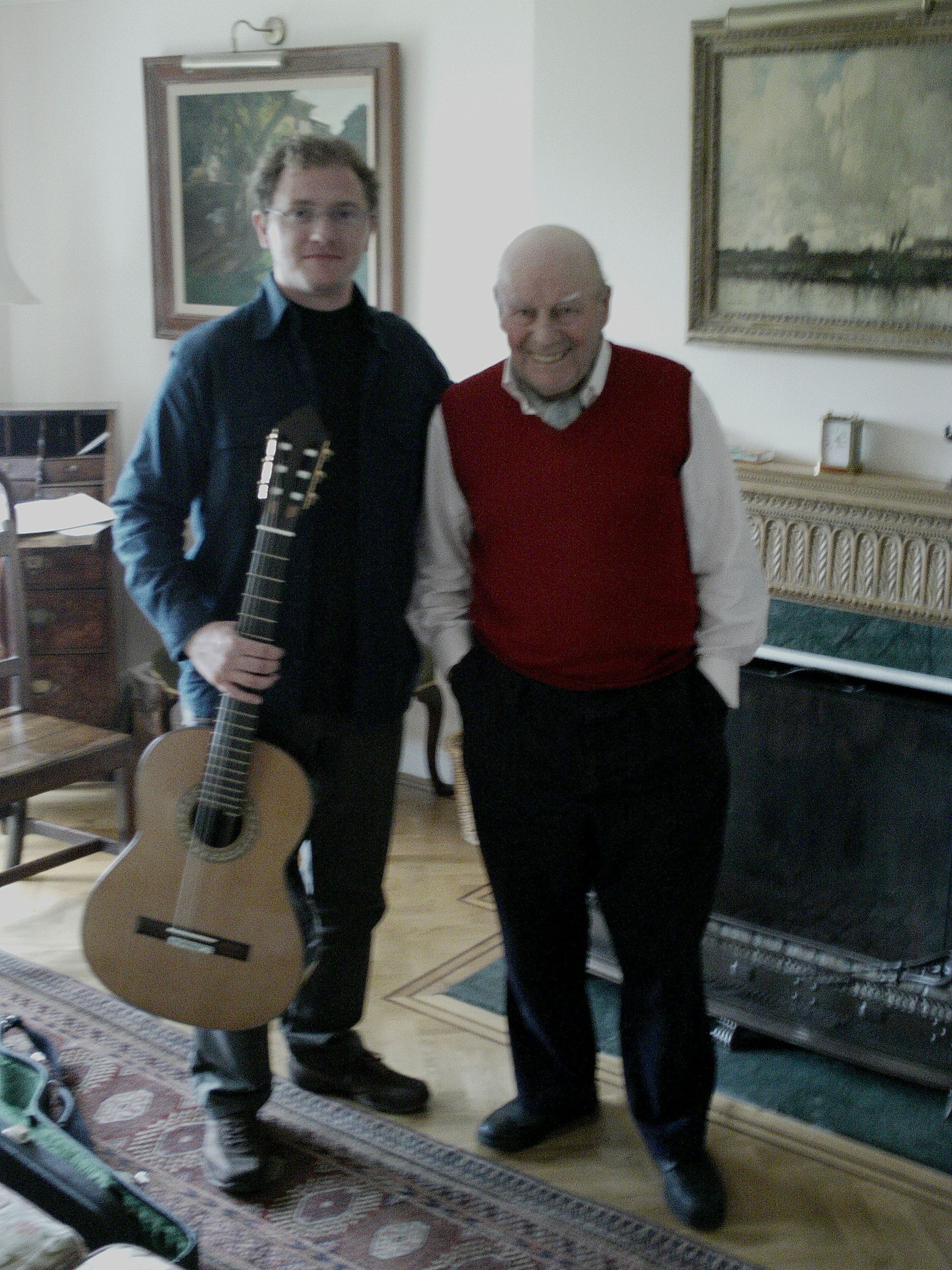
Fabricio Mattos & Julian Bream.

Fabricio Mattos (Curitiba, 26 de novembro de 1983) é um violonista clássico brasileiro, Fundador, diretor executivo e artístico do Worldwide Guitar Connections.

## Biografia
Fabrício Mattos iniciou seus estudos musicais aos seis anos de idade, tendo aulas de teoria musical com seu próprio pai. Antes de iniciar seus estudos de violão clássico, dedicou-se ao estudo da flauta e violino, para então começar a frequentar aulas regulares com o professor Dirceu Saggin, na Paideia Escola de Música, em Curitiba.
Formou-se em 2006, bacharelado em Música na Escola de Música e Belas Artes do Paraná (EMBAP), tendo aulas com o professor Luiz Cláudio Ribas Ferreira.
Atua como concertista desde os 16 anos, ministrando recitais solo e de música de câmara em vários lugares do Brasil e Europa. Lançou em 2007 seu primeiro CD, España, com obras originais de compositores espanhóis do século XX, em uma turnê nacional com concertos em dez estados brasileiros. De setembro a dezembro de 2009, Fabrício realizou a turnê SESC-Sonora Brasil, com 83 concertos em todo o território brasileiro, sendo esta considerada a maior turnê de violão já realizada no Brasil.
Participou de diversas gravações de CDs, DVDs, programas de televisão, atuando como solista ou em conjunto com as mais variadas formações instrumentais. Atuou também como produtor da série Violão em Câmara (2004) e produtor artístico da série Música e Espiritualidade (2008/2009), em Curitiba-PR, além de exercer uma intensa atividade didática com o violão, ministrando aulas e  masterclasses em diversos lugares do Brasil e Europa. Atuou em diversos festivais e concursos internacionais, representando o Brasil em eventos mundialmente reconhecidos por seu alto nível musical.
Fabricio Mattos foi premiado em mais de dez concursos nacionais e internacionais de música, como o Prêmio Armando Prazeres para Jovens Solistas da Petrobrás (Rio de Janeiro, 2003), recebendo também láureas como Ivor Mairants Guitar Award (Worshipful Company of Musicians, Londres), Picker Trust Award (Royal Academy of Music, Londres) e Weshow Video Award.
Fabricio foi o primeiro músico brasileiro na história a ser eleito finalista do prestigioso Alexander Tansman Competition of Musical Personalities, em Łódź, na Polônia, onde apresentou-se em novembro de 2008. Em 2009, Fabricio foi agraciado com uma das maiores láureas já recebidas por um violonista brasileiro no exterior: o Julian Bream Award, um prêmio de distinção e excelência artística conferido em Londres pelo legendário violonista Julian Bream, o qual escolheu pessoalmente o violonista brasileiro para integrar o seleto ranking de vencedores deste prestigioso prêmio.
Mattos estudou performance musical na Royal Academy of Music, em Londres, uma das melhores instituições de ensino da música no mundo, tendo desta recebido uma bolsa parcial em reconhecimento por seu alto desempenho artístico. Nesta instituição teve como orientadores músicos como Michael Lewin, Timothy Walker, Fábio Zanon, John Mills e Julian Bream.
Colabora constantemente com compositores de várias linguagens musicais, como Harry Crowl, Mário Ferraro, Márcio Steuernagel, Paul Hart, Salomão Habib, Katerina Stamatelos, entre outros, dedicando-se a um trabalho de desenvolvimento e refinamento da linguagem violonística através do contato com as mais diversas formas de expressão na música. Realiza ainda um intenso trabalho de pesquisa instrumental no violão, apresentando-se constantemente tanto como solista quanto camerista, em diversas formações instrumentais, buscando sempre um diferencial interpretativo que preza pela personalidade e qualidade sonora e fraseológica.
Coordena, desde 2011, o projeto Worldwide Guitar Connections, com o qual já realizou uma turnê mundial tocando obras dedicadas a ele por cinco compositores de diferentes linguagens musicais.